# Peato Mauvaka
Peato Mauvaka (Francia, 10 de enero de 1997) es un jugador profesional francés de rugby que se desempeña en la posición de hooker en Stade Toulousain, equipo perteneciente a la liga Top 14.

## Carrera
Mauvaka es un jugador de formación francesa (JIFF). En 2013 comenzó su carrera deportiva con el equipo Stade Toulousain, donde lleva jugando once temporadas.